# Sitka

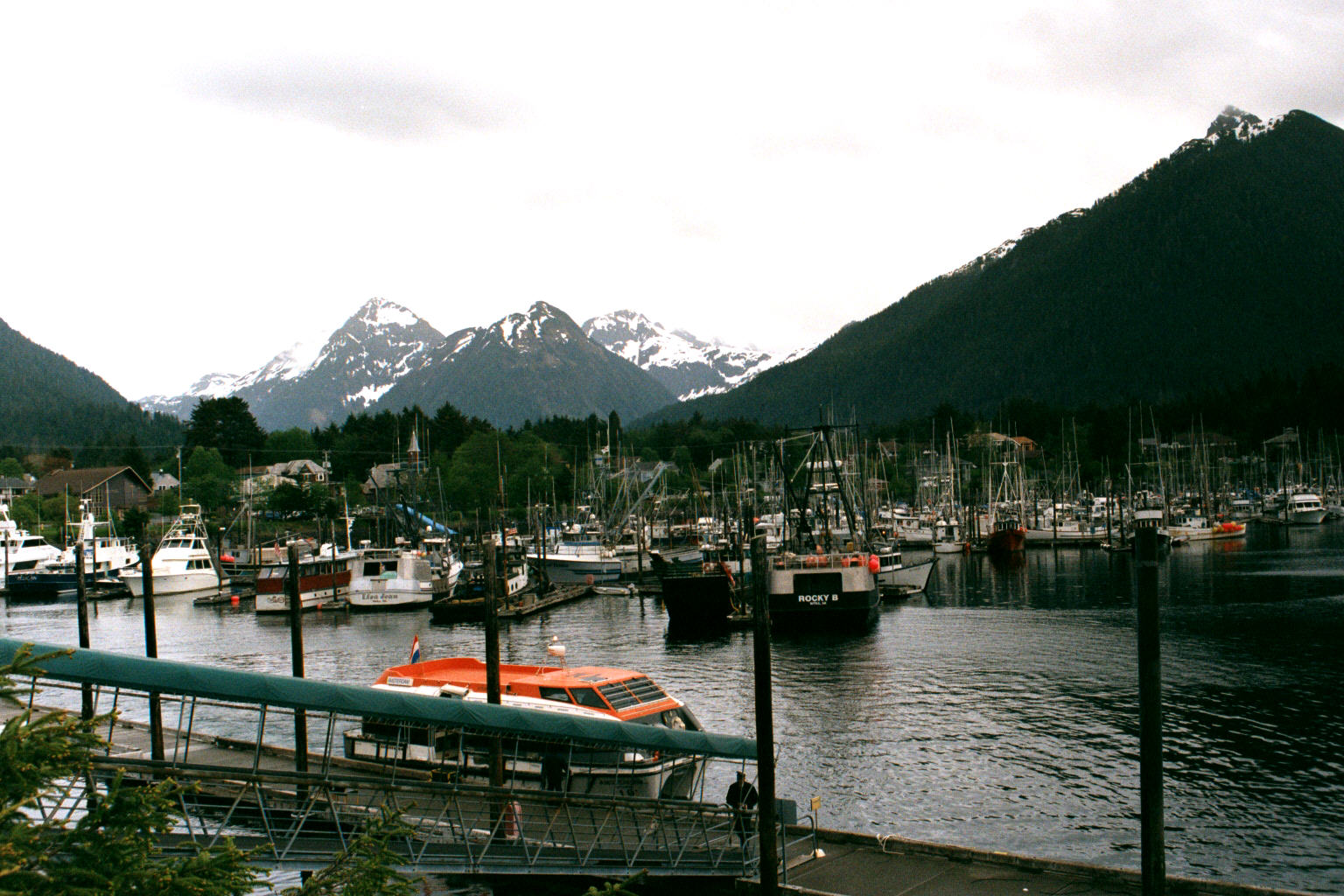
De haven van Sitka

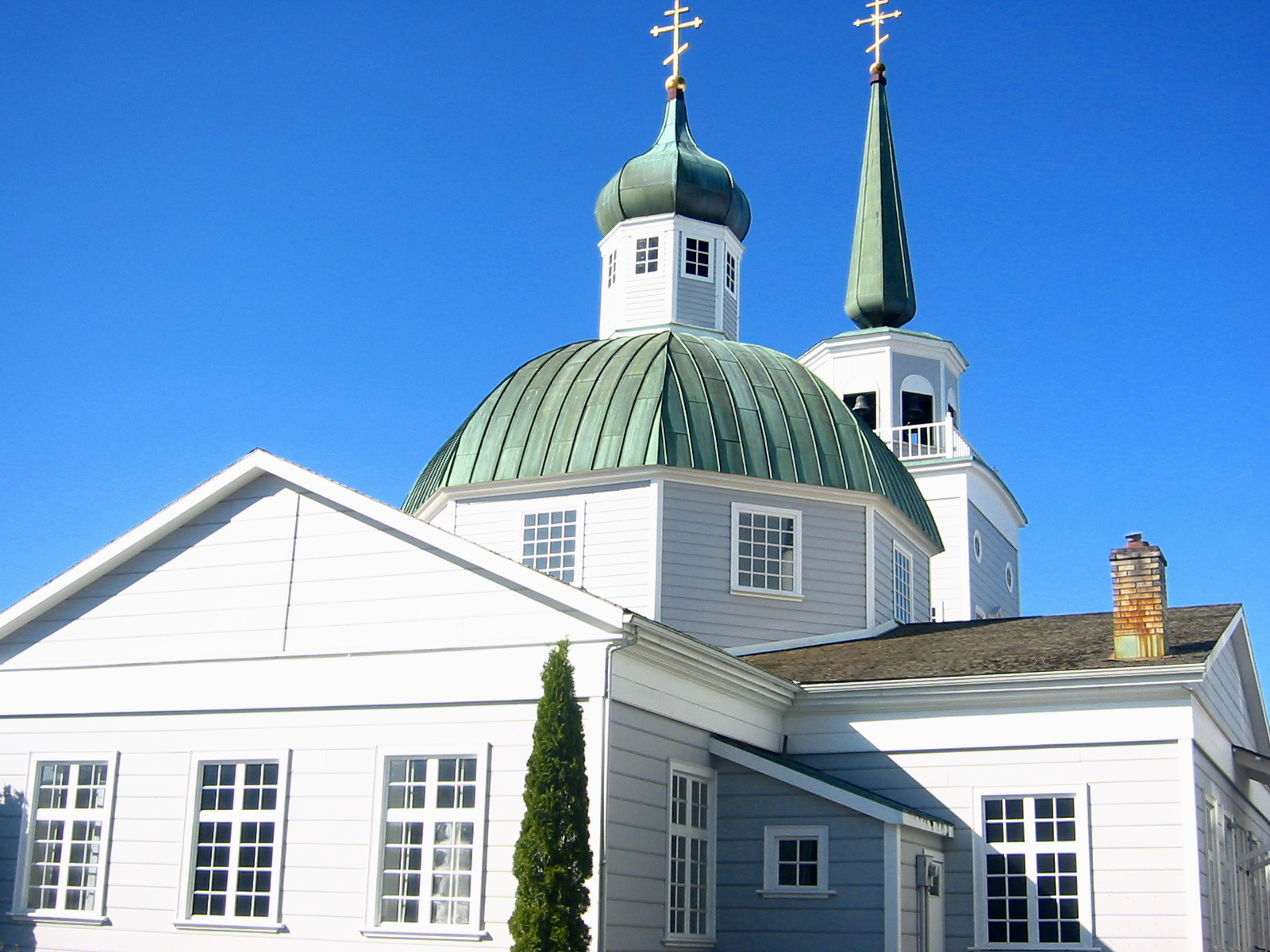
De Russisch-Orthodoxe kerk in Sitka

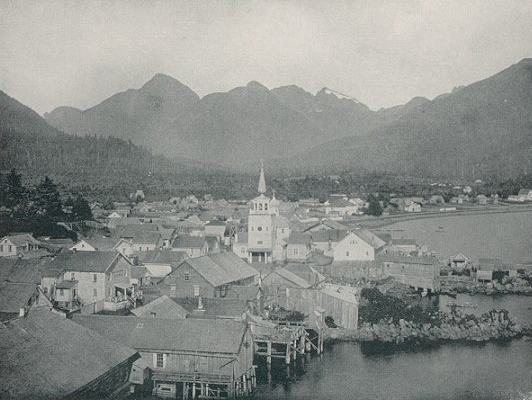
Sitka anno 1891

Sitka City is een stad en borough (wijk) aan de westkust van het Baranofeiland in de Amerikaanse staat Alaska. Sitka werd in 1795 als tweede plaats van Russisch Alaska gesticht door Aleksandr Baranov met de naam Michajlovsk.
De Russen waren echter niet de eerste bewoners van de streek. De huidige naam Sitka is afgeleid van Shee At'iká, hetgeen in de taal van de Tlingit betekent "Volk aan de buitenkant van Shee" (Shee is de verkorte naam van de Tlingit voor het Baranof-Eiland). In 1802 werden de Russen door de Tlingit verdreven toen Baranov weg was; Baranov kwam in 1804 echter met een grote militaire macht terug en verdreef de Tlingit naar de andere kant van het eiland en stichtte de plaats Novo-Archangelsk (of Novoarchangelsk; "Nieuw-Archangelsk"), die later hernoemd werd tot Sitka.

## Nationaal-historische bezienswaardigheden
- De Aartsengel Michaëlkathedraal, de vroegste orthodoxe kathedraal in de Nieuwe Wereld, toen Alaska nog deel uitmaakte van het Keizerrijk Rusland.

## Plaatsen in de nabije omgeving
De onderstaande figuur toont nabijgelegen plaatsen in een straal van 104 km rond Sitka.
- De film The Proposal met Sandra Bullock en Ryan Reynolds speelt zich af in het plaatsje Sitka.